# دائرة بوزنيقة
دائرة بوزنيقة هي إحدى دوائر إقليم بنسليمان، التابع لجهة الدار البيضاء سطات، المملكة المغربية. تضم الدائرة 4 جماعات قروية، وبلغ عدد سكانها 32764 فرداً سنة 2004 حسب الإحصاء الرسمي للسكان والسكنى. يتبع للدائرة 7 مشيخة و28 دوار.

## التقسيمات الإداريّة
تعتبر دائرة بوزنيقة إحدى الدوائر المشكّلة لإقليم بنسليمان، وهو التقسيم الإداري من المستوى الرابع المعتمد في المغرب. ينقسم إقليم بنسليمان إلى 14 جماعات قروية تختلف من حيث السكان والمساحة، والتي بدورها تنقسم إلى مشيخات تضم عدداً من الدواوير.